# Селец (посёлок, Чаусский район)
Селе́ц (бел. Сялец) — посёлок в составе Радомльского сельсовета Чаусского района Могилёвской области Республики Беларусь.

## Население
- 2010 год — 20 человек